# Cratere Yamada
Yamada  è un cratere sulla superficie di Mercurio.